# آلن بلوندل
آلن بلوندل (انگلیسی: Alan Blundell؛ زادهٔ ۱۸ اوت ۱۹۴۷) بازیکن فوتبال اهل بریتانیا است.
از باشگاه‌هایی که در آن بازی کرده‌است می‌توان به باشگاه فوتبال ویگان اتلتیک و باشگاه فوتبال ترانمره راورز اشاره کرد.